# Manda Bala (Send a Bullet)
Manda Bala (Send a Bullet) é um documentário estadunidense de 2007 dirigido por Jason Kohn sobre a corrupção e o sequestro no Brasil.

## Sinopse
Manda Bala traça o perfil de pessoas como um empresário que blinda seu carro, um cirurgião plástico que reconstrói as orelhas de vítimas de sequestro, e o ex-Governador e Senador Jáder Barbalho, um poderoso político brasileiro do estado do Pará, que usava uma fazenda de rãs para lavagem de dinheiro, e o próprio criador de rãs (ver SUDAM). O filme explica muitas das razões para a corrupção brasileira, incluindo o fato que políticos em exercício, perante a lei, têm tratamento e julgamento diferentes de civis, e consequentemente nunca serão punidos por crimes que cometeram enquanto exerciam seus cargos. Outro fator - e outro ponto principal do filme - é a ubiquidade do sequestro no Brasil, o que garante que a chance de alguma compensação ou reparo é muito baixa, e que o inimigo de alguém (político ou outro qualquer) está sujeito a "desaparecer" com certa facilidade. O diretor americano Jason Kohn classificou seu filme como uma espécie de Robocop: "Eu imaginei Manda Bala como um Robocop da vida real, demonstrando uma sociedade verdadeiramente defeituosa e violenta". 

## Entrevistados
- Diniz, criador de rãs Um criador de rãs que realmente gosta da profissão. Sua esposa lhe mandou escolher entre ela e as rãs. Ele escolheu as rãs. As suas fazendas para criação de rãs eram usadas por Jader Barbalho para lavar dinheiro ilegalmente.
- "Mr.M", empresário Depois de contar como foi roubado enquanto estava no trânsito, discute como ele se sente inseguro dirigindo em São Paulo, e como decidiu blindar carros porque andar sem blindagem "seria loucura".
- Jamal, chefe da unidade AntiSequestro Fala como sequestros são acontecimentos comuns e quão difíceis são de resolver com sucesso, e a sua crença de que o governo deveria estar envolvido na solução e prevenção de sequestros. Exibe algumas cicatrizes causadas por tiros, no seu trabalho.
- "Patrícia", vítima de sequestro Uma vítima de sequestro que teve suas orelhas cortadas conta detalhes sobre como seus sequestradores a fizeram dormir em condições horríveis, com um balde servindo de banheiro, a TV que passava filmes de Hitchcock, e como eles enviaram pedaços de suas orelhas para a sua família.
- Hélio Dias Leite, delegado da Polícia Federal Discute os detalhes de sua investigação sobre a lavagem de dinheiro na criação de rãs, corrupção, e como coletou as evidências contra Jáder Barbalho.
- "Magrinho", sequestrador Fala como um sequestro é planejado e o que acontece quando uma pessoa não tem seu resgate pago, e também como ele e outros do seu grupo cuidam dos outros da comunidade onde vivem, pavimentando ruas, distribuindo comida, e outros. Ele então se compara a um político que dá aos pobres, ao invés dos que estão em seus cargos e esqueceram os necessitados.
- Jáder Barbalho, político Discute a região Amazônica (a mais pobre do Brasil), porque a SUDAM falhou, e quando o assunto da criação de rãs surge, ele responde que "precisaria de mais tempo para falar sobre isso, mais isso…isso não" e repentinamente termina a entrevista.

## Recepção crítica
O filme estreou em 20 de janeiro de 2007 no Sundance Film Festival, onde ganhou o Grande Prêmio do Júri na categoria Documentários, e o prêmio de Excelência em Cinematografia. O mesmo teve um lançamento limitado na América do Norte, começando em 17 de Agosto de 2007. Em 18 de março de 2008, ganhou o prêmio de "Outstanding Achievement" na categoria não-ficção no inaugural Cinema Eye Honors.
O filme foi bastante criticado por sua falta de ética e o tom sensacionalista do documentário. Em uma cena do filme crianças nas ruas do bairro Jaderlândia da periferia de Belém, brincam de sequestrar umas as outras e cortar suas orelhas. O professor de cinema Hudson Moura perguntou ao diretor na época do lançamento do filme no Festival de cinema de Vancouver se aquela sequência era verdadeira, "Kohn admite ter pedido às crianças para fazer a mímica da violência." O professor conclui o artigo chamando a atenção para a responsabilidade ético-social do documentarista: "Ou Manda Bala é oportunista ou falta com a ética-social", aquela do tato e do cuidado ao lidar com temas polêmicos e delicados de uma sociedade estrangeira. Aliás, um cuidado que todo documentarista deve ter quando mira sua câmera para uma realidade qualquer." Segundo Rafaela Costa, um filme sobre brasileiros que não pode ser exibido no Brasil é algo suspeitoso. Ela acredita que a ética de Kohn já começa a cair por terra quando ele coloca o aviso no início do filme: "Um filme que não pode ser exibido no Brasil". "Acredito que uma obra, a partir do momento que é lançada ao público não possui mais fronteiras." Segundo a revista Bravo, Kohn teria agido de forma no mínimo duvidosa na condução das entrevistas. O cirurgião plástico, Dr. Avelar, entrevistado por Khon, foi informado na época que o filme era sobre reconstrução de orelhas e que nunca havia dito que os seus principais clientes eram vítimas de sequestro.

## Prêmios
- Prêmio do Grande Júri: Documentário no Sundance Film Festival de 2007.
- Prêmio de Excelência em Cinematografia: Documentário para Heloísa Passos no Sundance Film Festival de 2007.
- Vencedor do Prêmio Especial do Grande Júri no BritDoc Film Festival de 2007.
- "Outstanding Achievement" na categoria Não-ficção no inaugural Cinema Eye Honors.
- "Outstanding Achievement" na categoria Edição no Cinema Eye Honors.
- "Outstanding Achievement" na categoria Cinematografia no Cinema Eye Honors.